# Cole Aldrich
Cole David Aldrich (Burnsville, Minnesota, 31 de octubre de 1988) es un exbaloncestista estadounidense que jugó ocho temporadas en la NBA. Con 2,11 metros de estatura, lo hacía en la posición de pívot.

## Trayectoria deportiva

### Universidad
Jugó durante tres temporadas con los Jayhawks de la Universidad de Kansas, en las que promedió 9,4 puntos, 7,8 rebotes y 2,3 tapones por partido. Durante su primera temporada tuvo pocos minutos de juego, ya que tenía delante de él en su equipo a futuras elecciones del Draft de la NBA como Darrell Arthur, Sasha Kaun o Darnell Jackson. Promedió 3 rebotes y 2,8 puntos en apenas 8,3 minutos de juego por encuentro. Su mejor partido lo disputó ante Texas Tech, logrando un doble-doble, con 11 puntos y 11 rebotes. Pero su partido más crucial lo disputó en la Final Four ante North Carolina, donde en solo 18 minutos de juego aportó 7 puntos, 8 rebotes y 4 tapones, teniendo en frente al que sería considerado mejor jugador del año, Tyler Hansbrough, ayudando a su equipo a conseguir el Campeonato de la NCAA.
Tras la marcha de sus rivales por el puesto en los Jayhawks, Aldrich se convirtió en el pívot titular. Acabó la temporada promediando 14,9 puntos y 11,1 rebotes, siendo elegido el jugador más mejorado del año. Además, fue elegido Jugador defensivo del Año de la Big 12 Conference y en el mejor quinteto de la conferencia. Sus 94 tapones supusieron la segunda mejor marca en una temporada de su universidad. Logró además el primer triple-doble oficial de la historia de Kansas, al conseguir ante Dayton 13 puntos, 20 rebotes y 10 tapones.
Ya en la que iba a ser su última temporada como universitario, promedió 11,2 puntos y 9,8 rebotes, consiguiendo 15 doble-dobles. Batió su récord de tapones en una temporada, con 125, acabando en la quinta posición en esta categoría a nivel nacional. Fue nuevamente elegido en los mejores quintetos de la conferencia, siendo además incluido en el tercer equipo All-American de Associated Press y en el segundo equipo consensuado.

### Profesional
Fue elegido en la undécima posición del Draft de la NBA de 2010 por New Orleans Hornets. pero sus derechos fueron transferidos en la noche del draft junto con Morris Peterson a Oklahoma City Thunder a cambio de los derechos de la elección 21, Craig Brackins, y la 26, Quincy Pondexter.
[actualizar]

## Estadísticas de su carrera en la NBA

### Temporada regular
| Año     | Equipo        | PJ  | PT | MPP  | %TC  | %3P  | %TL  | RPP | APP | ROB | TPP | PPP |
| ------- | ------------- | --- | -- | ---- | ---- | ---- | ---- | --- | --- | --- | --- | --- |
| 2010-11 | Oklahoma City | 18  | 0  | 7.9  | .533 | .000 | .500 | 1.9 | .2  | .3  | .4  | 1.0 |
| 2011-12 | Oklahoma City | 26  | 0  | 6.7  | .524 | .000 | .929 | 1.8 | .1  | .3  | .6  | 2.2 |
| 2012-13 | Houston       | 30  | 0  | 7.1  | .535 | .000 | .444 | 1.9 | .2  | .1  | .3  | 1.7 |
| 2012-13 | Sacramento    | 15  | 0  | 11.7 | .568 | .000 | .727 | 4.2 | .2  | .1  | .9  | 3.3 |
| 2013-14 | New York      | 46  | 2  | 7.2  | .541 | .000 | .867 | 2.8 | .3  | .2  | .7  | 2.0 |
| 2014-15 | New York      | 61  | 16 | 16.0 | .478 | .000 | .781 | 5.5 | 1.2 | .6  | 1.1 | 5.5 |
| 2015-16 | L.A. Clippers | 60  | 5  | 13.3 | .596 | .000 | .714 | 4.8 | .8  | .8  | 1.1 | 5.5 |
| 2016-17 | Minnesota     | 62  | 0  | 8.6  | .523 | .000 | .682 | 2.5 | .4  | .4  | .4  | 1.7 |
| 2017-18 | Minnesota     | 21  | 0  | 2.3  | .333 | –    | .333 | .7  | .1  | .1  | .0  | 0.6 |
| Total   | Total         | 339 | 23 | 10.0 | .527 | –    | .738 | 3.3 | .5  | .4  | .7  | 3.1 |

### Playoffs
| Año   | Equipo        | PJ | PT | MPP  | %TC  | %3P  | %TL  | RPP | APP | ROB | TPP | PPP |
| ----- | ------------- | -- | -- | ---- | ---- | ---- | ---- | --- | --- | --- | --- | --- |
| 2012  | Oklahoma City | 5  | 0  | 4.9  | .444 | .000 | .500 | 2.6 | .0  | .0  | .0  | 2.0 |
| 2016  | L.A. Clippers | 6  | 0  | 12.8 | .667 | .000 | .500 | 5.0 | .5  | 1.0 | .5  | 3.8 |
| Total | Total         | 11 | 0  | 9.2  | .583 | .000 | .500 | 3.9 | .3  | .5  | .3  | 3.0 |